# زمین‌لرزه ۲۰۱۱ مکزیک
زمین‌لرزه مکزیک در تاریخ ۱۱ دسامبر ۲۰۱۱ میلادی، برابر با ‎۲۰ آذر ۱۳۹۰، ساعت ۰۱:۴۷:۲۶٫۴ به زمان یوتی‌سی در مکزیک رخ داد.ژرفای این زلزله ۶۴٫۹ کیلومتر بود. بزرگی آن ۶٫۵ در مقیاس Mw بدست آمده‌است.
شمار کشتگان نزدیک به ۳ نفر گزارش شده‌است.
پروژهٔ جهانی تنسور گشتاور مرکزوار پارامتر زمان مرکزوار زمین‌لرزه را با اختلاف ۳٫۴ ثانیه نسبت به زمان رخداد اشاره شده در بالا و مختصات مرکزوار را در ۱۷°۵۵′شمالی ۹۹°۵۱′غربی / ۱۷٫۹۱°شمالی ۹۹٫۸۵°غربی محاسبه کرد و همچنین، ژرفا در ۵۸٫۹ کیلومتر بدست آمده‌است. در این محاسبات زاویه‌های (راستا، شیب، ریک) گسل سازندهٔ زمین‌لرزه و صفحه عمود بر آن برابر با (°۲۸۶، °۳۵، ° -۸۲) یا (° ۹۷، °۵۵، ° -۹۵) حاصل شده‌است.